# Alopias pelagicus
Alopias pelagicus е вид хрущялна риба от семейство Alopiidae. Видът е световно застрашен, със статут Уязвим.

## Разпространение
Разпространен е в Австралия (Западна Австралия, Куинсланд и Северна територия), Египет, Еквадор (Галапагоски острови), Еритрея, Йемен (Сокотра и Южен Йемен), Индия, Индонезия, Иран, Кения, Китай, Мадагаскар, Мексико, Микронезия, Мозамбик, Нова Каледония, Оман, Пакистан, Провинции в КНР, Саудитска Арабия, САЩ (Калифорния и Хавайски острови), Свазиленд, Сомалия, Судан, Тайван, Танзания, Френска Полинезия, Шри Ланка, Южна Африка (Източен Кейп и Квазулу-Натал) и Япония (Хоншу).